# Rallye Saudi-Arabien
Die Rallye Saudi-Arabien ist eine geplante Motorsport-Veranstaltung mit Sitz in Jeddah.

## Hintergrund
Im Jahr 2025 erscheint die Rallye Saudi-Arabien zum ersten Mal im Kalender der Rallye-Weltmeisterschaft. Der Service-Park soll in Jeddah angelegt werden und die Wertungsprüfungen in den nahen Bergen und in der Wüste stattfinden. Zuletzt fand im Nahen Osten 2011 in Jordanien ein Weltmeisterschaftslauf statt. 
Der Saudi-Arabische Motorsportverband unterschrieb einen Zehn-Jahres-Vertrag mit der FIA und der WRC-Promoter GmbH. 
Die Rallye Saudi-Arabien wird im November 2025 ausgetragen und ist das Saisonfinale.

## Statistik

### WRC-Gesamtsieger
| Jahr | Datum            | Rallye               | Fahrer | Co-Pilot | Auto |
| ---- | ---------------- | -------------------- | ------ | -------- | ---- |
| 2025 | 27.–30. November | Rallye Saudi-Arabien |        |          |      |